# Odeon des Herodes Atticus

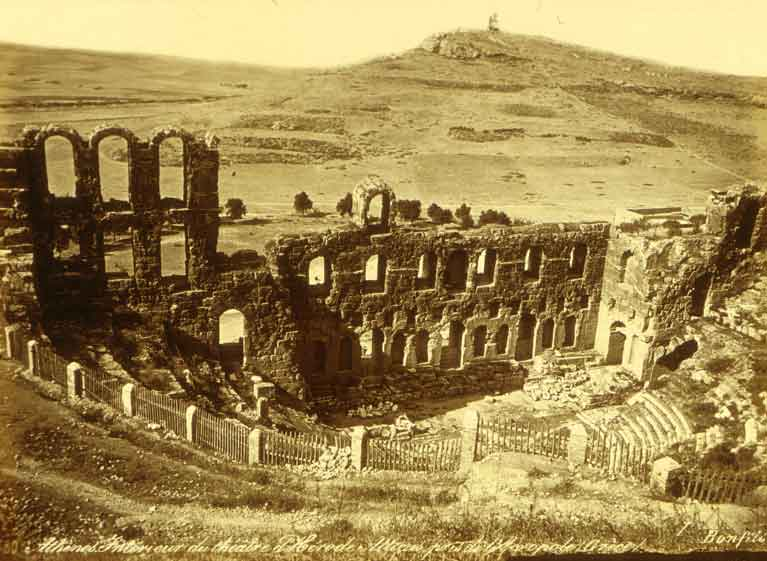
Das Theater auf einer Fotografie von Félix Bonfils, 1868 oder 1875

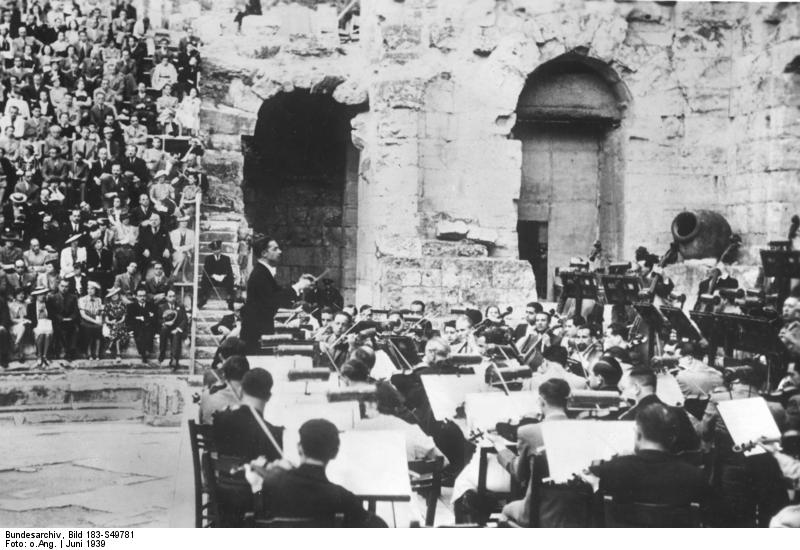
Herbert von Karajan und die Wiener Philharmoniker im Odeon, Juni 1939

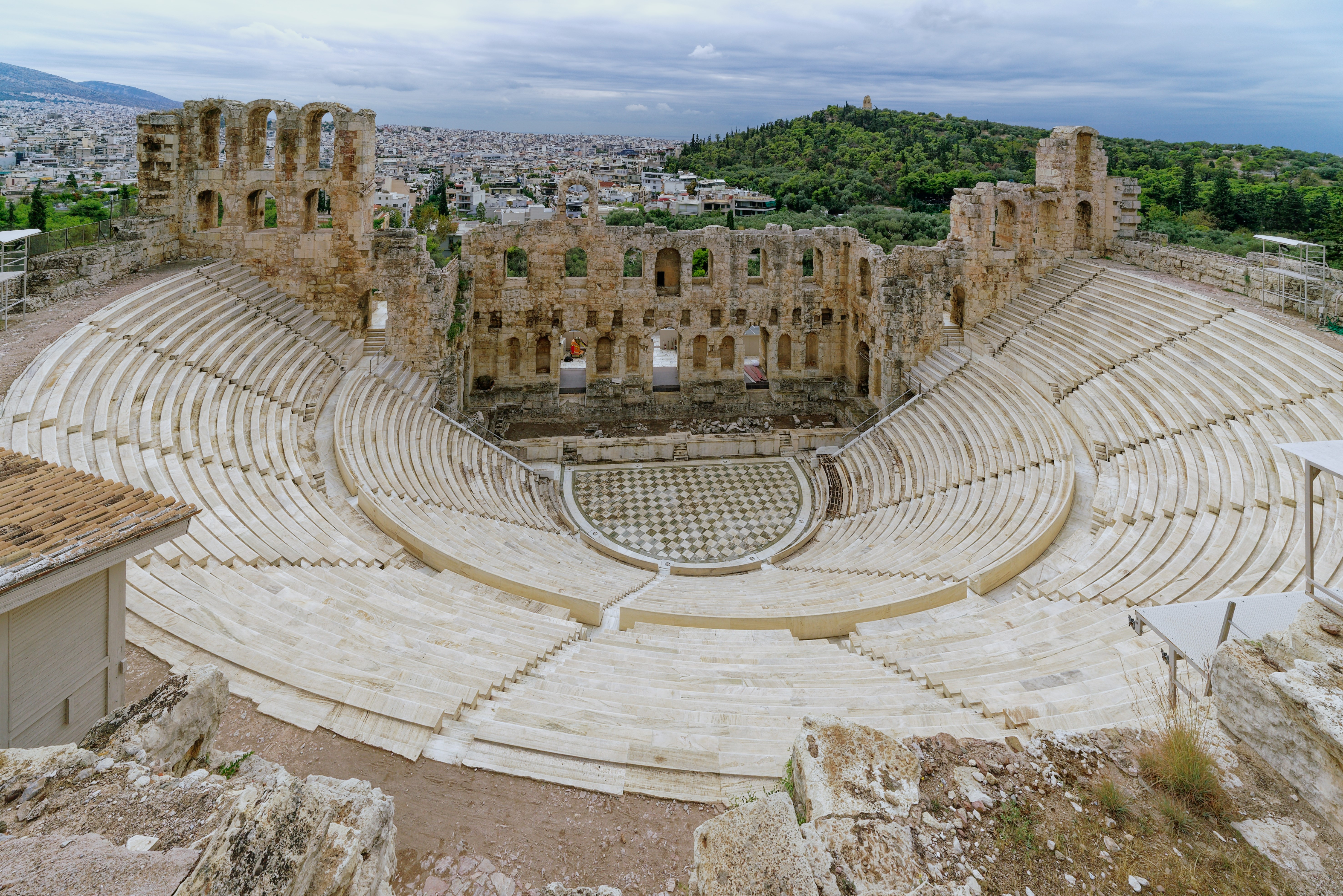
Das Odeon 2022

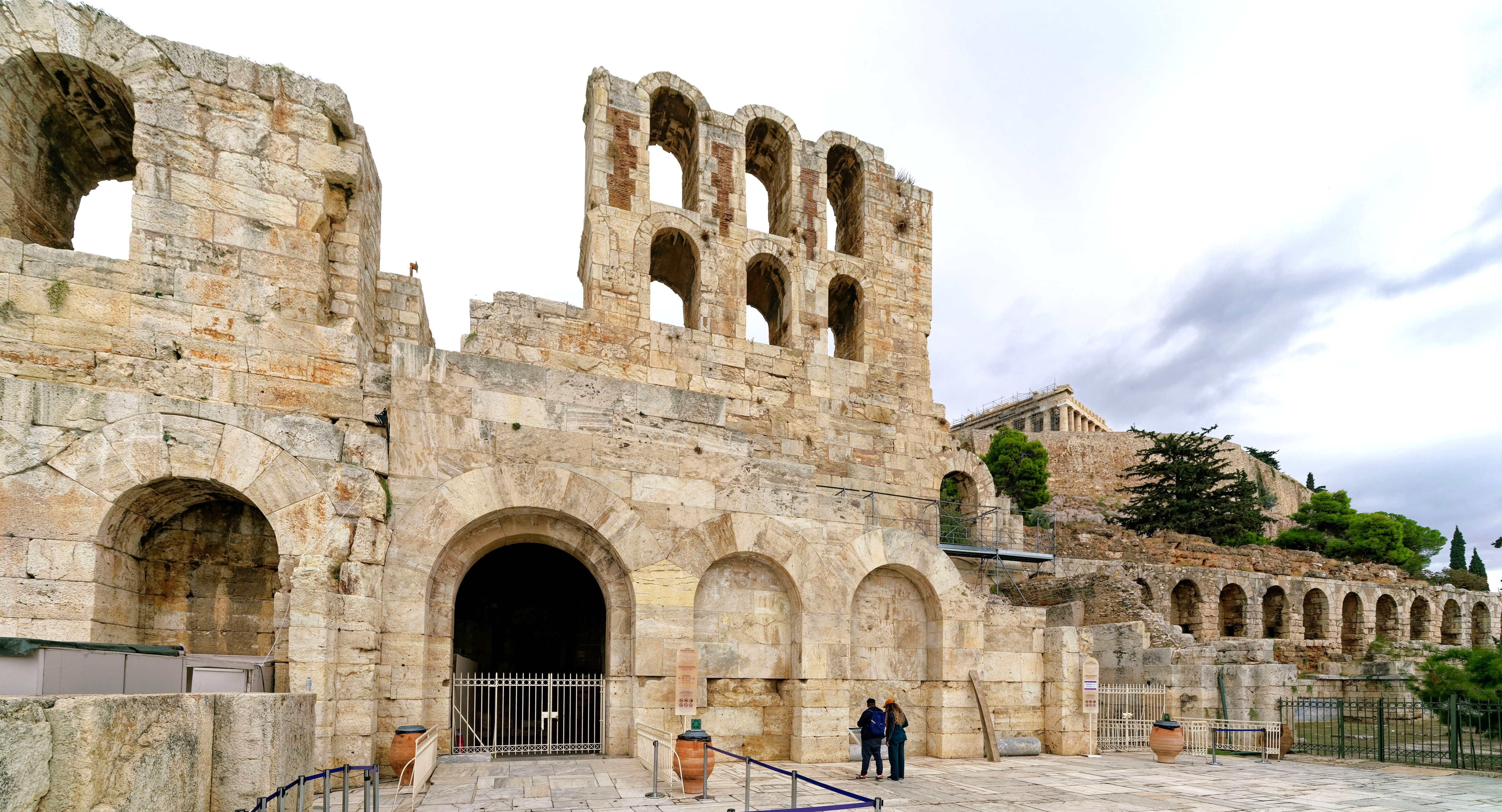
Außenansicht

Das Odeon des Herodes Atticus (griechisch Ωδείο Ηρώδου του Αττικού oder Ηρώδειο) ist ein antikes Theater am Fuß des Akropolis-Felsens in Athen. Das Theater wurde von Herodes Atticus gestiftet und fasst 5000 Zuschauer. Es wird seit den 1930er Jahren wieder regelmäßig für Veranstaltungen genutzt und ist der Hauptschauplatz des Athener Festivals.

## Geschichte
Nach dem Odeon des Perikles und dem des Pausanias war es das dritte Gebäude mit dem Namen Odeon in Athen. Herodes Atticus schenkte das Theater im Jahr 161 n. Chr. seiner Heimatstadt und widmete es dem Andenken seiner Frau Regilla. Fortan verbreitete sich die Bauform des Odeons (lat. Odeum) auch über Athen hinaus, etwa nach Rom. Der Schriftsteller Pausanias erwähnte das Odeon wenige Jahre nach dem Bau in seiner Beschreibung Griechenlands. Der germanische Stamm der Heruler plünderte im Jahr 267 das Theater und zerstörte auch das Dach, das nicht wieder aufgebaut wurde. Im 19. Jahrhundert fanden umfangreiche Ausgrabungen statt. Noch vor dem Odeon von Catania (auf Sizilien) ist es dem Namen nach das älteste erhaltene antike Odeon überhaupt.
In der Neuzeit war das Odeon trotz anderer vergleichbarer Theater (wie etwa das Theater auf dem Lykavittos) lange Zeit der beliebteste Veranstaltungsort. Hier traten u. a. Maria Callas und Mikis Theodorakis auf. Nana Mouskouri gab hier nach 20 Jahren im Exil wieder ihr erstes Konzert, Yanni nahm hier sein Album Yanni Live at the Acropolis auf. Mittlerweile hat das Theater seine Rolle als wichtigste Bühne an den akustisch besseren „Saal der Musikfreunde“ im Megaro Mousikis abgegeben, wird aber im Sommer weiterhin vorgezogen, zumal es baulich offen ist.

## Bauwerk
Im Gegensatz zum benachbarten größeren und als Ruine erhaltenen Dionysostheater ist das Odeon ein Theater nach römischer und nicht nach griechischer Bauart: Die Orchestra (Spielfläche) wird einerseits durch die Zuschauerränge, andererseits durch das Bühnenhaus umschlossen. Dieses bestand aus einem Mittelbau und zwei Seitenflügeln. Durch zahlreiche Rundbogennischen ist es reich gegliedert, die Wände waren mit Marmor verkleidet und mit zahlreichen Statuen versehen. Den Zuschauerraum überdeckte das größte bisher bekannte Dachwerk der Antike, das eine lichte Weite von fast 50 m erreichte. Die 32 steil ansteigenden Sitzreihen aus Marmor bilden einen Halbkreis und fassen 5000 Zuschauer. 1952–1953 wurden die Zuschauerränge restauriert, um den Theaterbetrieb zu erleichtern.